# Litteraturfrämjandets stora romanpris
Litteraturfrämjandets stora romanpris var ett litterärt pris som delades ut av Boklotteriet/Litteraturfrämjandet mellan åren 1961 och 1991. Prisets syfte var ett belöna ett prosaverk som juryn ansåg tillhöra de konstnärligt intressantaste i senaste årets svenska produktion. Juryn bestod av sex stycken ledande litteraturkritiker.

## Pristagare
| - 1961 – Lars Gyllensten för Sokrates död - 1962 – Lars Ahlin - 1963 – Sivar Arnér - 1964 – Walter Ljungquist - 1965 – Sven Rosendahl - 1966 – Åke Wassing - 1967 – Birgitta Trotzig - 1968 – Per Olof Sundman - 1969 – Per Olov Enquist - 1970 – Sven Delblanc - 1971 – Hans O. Granlid - 1972 – Christer Kihlman - 1973 – Lars Ardelius - 1974 – Eyvind Johnson - 1975 – Per Gunnar Evander - 1976 – Stig Claesson | - 1977 – Kerstin Ekman - 1978 – Karl Rune Nordkvist - 1979 – Lars Gustafsson - 1980 – Jacques Werup - 1981 – P.C. Jersild - 1982 – Theodor Kallifatides - 1983 – Torgny Lindgren - 1984 – Göran Tunström - 1985 – Jan Myrdal - 1986 – Sara Lidman - 1987 – Bo Carpelan - 1988 – Agneta Pleijel - 1989 – Sigrid Combüchen - 1990 – Kjell Johansson - 1991 – Christer Eriksson |